# Pierre Henry
Pierre Henry (París, 9 de desembre de 1927 - París, 5 de juliol de 2017) fou un compositor francès considerat, junt amb Pierre Schaeffer, el creador de la música concreta, vinculat amb l'ORTF (l'Office de radiodiffusion-télévision française, RTF en l'època de Pierre Henry) i l'estudi APSOME, on hi treballava i tenia d'assistent a Éliane Radigue, qui havia estat anteriorment alumna seva.
Va escriure obres per a ballet i cinema.

## Biografia[1]
Pierre Henry va néixer el 9 de desembre de 1927. Va començar a estudiar música als set anys, i més tard, entre 1937 i 1947, va rebre classes de Félix Passerone, Olivier Messiaen i Nadia Boulanger al Conservatori Nacional Superior de Música de París. Del 1944 al 1950 va escriure algunes obres instrumentals i va començar una carrera com a músic d'orquestra, tant de pianista com de percussionista.
El 1948 va compondre la música pel film Voir l'invisible, de Jean-Claude Sée, interpretat amb mitjans acústics. El 1949 es va unir amb Pierre Schaeffer, i el març de 1950 van compondre la Simfonia per un home sol. Va dirigir la feina del Groupe de Recherche de Musique Concrète de la ràdio francesa de 1950 a 1958.
El 1958 va abandonar la RTF i va fundar el seu estudi, l'APSOME (Applications de Procédés Sonores en Musique Electroacoustique), a la rue Cardinet de París, que es va convertir en el primer estudi privat consagrat a la música experimental i electroacústica. Va seguir a la recerca de noves tècniques i procediments electrònics i va explorar el món sense precedents de la música electrònica, adaptant les tecnologies en constant evolució, demostrant sempre el seu domini de la música clàssica.
Del 1958 al 1982 es va finançar ell mateix el seu estudi component un gran nombre de músiques per a pel·lícules, teatre i anuncis. El 1955, el coreògraf Maurice Béjart va utilitzar la Simfonia per un home sol en un dels seus projectes. De la col·laboració entre els dos artistes en van sorgir quinze ballets. D'altra banda va col·laborar amb coreògrafs com Georges Balanchine, Carolyn Carlson, Merce Cunningham, Alwin Nikolaïs o Maguy Marin. Entre les seves composicions per a cinema hi trobem L'home de la càmera, de Dziga Vèrtov. Va realitzar nombroses performances amb els artistes Yves Klein, Jean Degottex, Georges Mathieu, Nicolas Schöffer, Thierry Vincens.

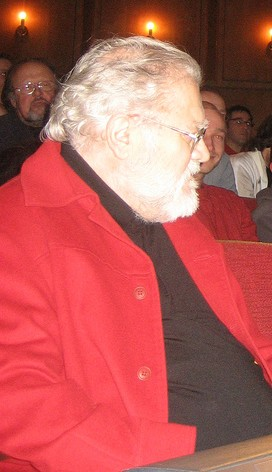
Pierre Henry el gener de 2008.

Entre 1967 i 1980, Philips va editar divuit discs d'obres de Pierre Henry a la col·lecció Prospective du 21 siècle, i una edició de dinou discs presentant 32 obres principals del compositor.
El 1982 va esdevenir director artistic del nou estudi SON/RE, al dotzè districte de París, subvencionat pel Ministeri de Cultura i la Ville de París. Es van produir més de setanta obres, d'entre les quals Intérieur/Extérieur (1996), Histoire Naturelle (1997), La Dixième remix (1998), Les sept péchés capitaux (1998), Une Tour de Babel (1999), Tam Tam du Merveilleux (2000), Concerto sans orchestre (2000), Hypermix (2001), Poussière de soleils (2001), Dracula (2002), Carnet de Venise (2002), Zones d'ombre (2002), Labyrinthe! (2003), Faits divers (2003), Duo (2003), Lumières (2004) i Voyage initiatique, presentada del 13 al 27 de març de 2005 dins del marc “Pierre Henry chez lui III” al domicili del compositor, Pulsations, creada el juliol de 2007 a Riga i Objectif terre l'11 de juliol de 2007 al Festival d'Avignon i a l'esplanada de la Défense de París el 4 d'agost davant de 6000 espectadors.
Amb motiu del seu vuitantè aniversari, va compondre tres obres: Utopia, creada a les Salines Reials d'Arc-et-Senans, Trajectoire, composta a la Sala Olivier Messiaen de Radio France el dia del seu aniversari, i el 20 de març de 2008 Pleins jeux a la Cité de la Musique. L'agost de 2008 es van fer vint-i-dos concerts dins del marc “Une heure chez Pierre Henry”, al festival Paris Quartier d'Été. L'octubre del mateix any va crear l'obra Un monde lacéré al Centre Pompidou, en homenatge al pintor Jacques Villegié. Més endavant va compondre Utopia Hip-Hop, Capriccio i també una nova versió de Dieu, basat en un poema de Victor Hugo, interpretat per Jean-Paul Farré a casa de Pierre Henry.
Pierre Henry va reconstituir la versió original de la Simfonia per un home sol, de 1950, a partir de sons de disquets sota el títol Symphonie collector, creada el 9 de gener de 2010 a Radio France. En homenatge a Johann Sebastian Bach va compondre L'Art de la fugue odysée, a l'Eglise Saint-Eustache de París. El 29 de setembre de 2012 va compondre Le fil de la vie a la Cité de la Musique i el 2013 va presentar Fragments rituels i Crescendo.

## Obres
(Del catàleg d'obres de Pierre Henry a la base de dades de l'IRCAM. En ordre cronològic.)
| Obres orquestrals |                                                |                                                                                         |
| Any               | Títol                                          | Comentaris                                                                              |
| 1949              | Voir l'invisible                               | Per al film de Jean-Claude Sée. Interpretat per Pierre Henry amb instruments preparats. |
| 1950              | Aube                                           |                                                                                         |
|                   | Batterie fugace                                |                                                                                         |
|                   | Bidule en mi                                   |                                                                                         |
|                   | Bidule en ut                                   |                                                                                         |
|                   | Concerto des ambiguïtés                        |                                                                                         |
|                   | Fantasia                                       |                                                                                         |
|                   | Symphonie pour un homme seul                   |                                                                                         |
|                   | Tam Tam I, II, III, IV                         |                                                                                         |
|                   | Tam tam concret                                |                                                                                         |
| 1951              | Antiphonie                                     |                                                                                         |
|                   | Dimanche noir 1                                |                                                                                         |
|                   | Dimanche noir 2                                |                                                                                         |
|                   | Micro-rouge I                                  |                                                                                         |
|                   | Micro-rouge II                                 |                                                                                         |
|                   | Microphone bien témperé                        |                                                                                         |
|                   | Mouvement perpétuel                            |                                                                                         |
|                   | Musique sans titre                             |                                                                                         |
|                   | Orphée 51 ou Toute la lyre                     |                                                                                         |
|                   | Sonatine                                       |                                                                                         |
|                   | Tabou Clairon                                  |                                                                                         |
|                   | Étude à Chopin                                 |                                                                                         |
| 1952              | Timbres-durées                                 | Amb Olivier Messiaen                                                                    |
|                   | Vocalises                                      |                                                                                         |
| 1953              | Astrologie                                     | Per al film Astrologie de Jean Gremillon.                                               |
|                   | Le voile d'Orphée 1                            |                                                                                         |
|                   | Le voile d¡Orphée 2                            |                                                                                         |
|                   | Orphée 53                                      |                                                                                         |
|                   | Variations pour les cordes du piano 1          |                                                                                         |
| 1954              | Kesquidi                                       | Música per a un espectacle de Boris Vian a la Rose Rouge.                               |
| 1955              | Spatiodynamisme                                |                                                                                         |
|                   | Spirale                                        |                                                                                         |
| 1956              | Haut voltage                                   |                                                                                         |
| 1957              | Sahara aujourd'hui                             | Per al fil, de Pierre Gout i Pierre Schwah                                              |
| 1958              | Coexistance                                    |                                                                                         |
|                   | Orphée ballet                                  | Ballet de Maurice Béjart.                                                               |
| 1959              | Entité                                         |                                                                                         |
|                   | Investigations                                 | Per acompanyar l'exposició de Degottex.                                                 |
| 1960              | Facies                                         |                                                                                         |
|                   | Symphonie monoton                              |                                                                                         |
| 1961              | La noire à soixante                            |                                                                                         |
| 1962              | Le voyage                                      |                                                                                         |
| 1963              | La reine verte                                 |                                                                                         |
|                   | Variations pour une porte et un soupir         | Homenatge a Arman.                                                                      |
|                   | Variations pour une porte et un soupir         | Versió per a ballet.                                                                    |
| 1967              | Granulométrie                                  |                                                                                         |
|                   | La noire à soixante + Granulométrie            |                                                                                         |
|                   | Messe de Liverpool                             |                                                                                         |
|                   | Messe pour le temps présent                    | Per a un ballet de Maurice Béjart.                                                      |
| 1968              | Apocalypse de Jean                             |                                                                                         |
| 1969              | Ceremony                                       |                                                                                         |
| 1970              | Cérémonie II                                   | Simfonia ritual.                                                                        |
|                   | Fragments pour Artaud                          |                                                                                         |
|                   | Gymkhana                                       | Paràfrasi polifònica de Noire à soixante                                                |
|                   | Mouvement-Rythme-Étude                         |                                                                                         |
| 1971              | Mise en musique du corticalart                 |                                                                                         |
|                   | Musique pour une fête                          |                                                                                         |
| 1972              | Deuxième symphonie                             |                                                                                         |
| 1973              | Corticalart III                                |                                                                                         |
|                   | Kyldexstuck                                    |                                                                                         |
|                   | Machine danse                                  |                                                                                         |
|                   | Prisme                                         |                                                                                         |
|                   | Prismes                                        |                                                                                         |
| 1974              | Envirez-vous                                   |                                                                                         |
| 1975              | Futuristie                                     | Homenatge sonor i visual a Luigi Russolo.                                               |
| 1976              | Parcours-Cosmogonie                            |                                                                                         |
| 1977              | Dieu                                           | Basat en l'obra homònima de Victor Hugo.                                                |
|                   | Instantané-Simultané                           |                                                                                         |
|                   | Métamorphoses                                  | Espectacle audiovisual per làsers, corticalart, cinta magnètica, orgue i veu.           |
| 1979              | La dixième symphonie de Beethoven              | Homenatge a Beethoven.                                                                  |
|                   | Perpetuum                                      |                                                                                         |
| 1980              | Noces chymiques                                |                                                                                         |
| 1982              | Journal de mes sons                            |                                                                                         |
|                   | Paradis perdu                                  |                                                                                         |
|                   | Pierres réfléchies                             |                                                                                         |
| 1983              | Paradise Lost                                  | Amb la col·laboració de Gilbert Artman i el grup Urban Sax.                             |
| 1984              | La ville                                       |                                                                                         |
|                   | Ouverture de la bouche                         |                                                                                         |
| 1985              | Berlin, Symphonie d'une grande ville           | Per al film de Walter Ruttmann.                                                         |
|                   | Hugosymphonie                                  |                                                                                         |
|                   | Périphrases sur la Symphonie pur un homme seul |                                                                                         |
| 1986              | Portrait-souvenir                              | Homenatge a François Dufrêne                                                            |
| 1987              | Les douze heures de la nuit                    | Per al film de Jean Baronnet.                                                           |
| 1988              | Autoportrait                                   | Biografia sonora.                                                                       |
|                   | Christal/Mémoire                               | Ràdiodrama basat en Marcel Proust.                                                      |
|                   | La dixième symphonie de Beethoven              | Nova edició.                                                                            |
|                   | Le livre des Morts égyptien                    |                                                                                         |
|                   | Variations pour les cordes du piano II         |                                                                                         |
|                   | Écho d'Orphée                                  |                                                                                         |
| 1989              | Une château de sons                            |                                                                                         |
| 1990              | La Grande Apolypse                             | Versió de L'Apocalypse de Jean.                                                         |
|                   | Echo d'Orphée                                  | Versió discogràfica.                                                                    |
| 1992              | Maldoror                                       |                                                                                         |
|                   | Maldoror/Feuilleton                            |                                                                                         |
| 1993              | L'homme à la caméra                            | Per al film de Dziga Vértov.                                                            |
|                   | Ma grande Pâque russe                          |                                                                                         |
| 1994              | Schubertnotizen                                | Ràdiodrama de la biografia de Schubert.                                                 |
| 1995              | Les petits métiers                             |                                                                                         |
|                   | Notations sur La Fontaine                      |                                                                                         |
| 1996              | Antagonismes                                   |                                                                                         |
|                   | Intérieur/Extérieur                            |                                                                                         |
| 1997              | Histoire naturelle, ou Les roues de la terre   |                                                                                         |
|                   | Schubert 97                                    |                                                                                         |
| 1998              | Fantaisie Messe pour le Temps présent          | Amb Michel Colombier i William Orbit                                                    |
|                   | La Xe remix                                    | Nova versiço de la Dixième symphonie de Beethoven.                                      |
|                   | Les sept péchés capitaux                       |                                                                                         |
|                   | Tokyo 2002                                     |                                                                                         |
|                   | Une tour de Babel                              |                                                                                         |
| 1999              | Apparitions concertées                         |                                                                                         |
| 2000              | Concerto sans orchestre                        |                                                                                         |
|                   | Dans la rue                                    |                                                                                         |
|                   | More                                           |                                                                                         |
|                   | Phrases de quatuor                             |                                                                                         |
|                   | Tam-tam du merveilleux                         |                                                                                         |
| 2001              | Par les grèves                                 | Remix del Prèlude à l'après-midi d'un faune, de Debussy.                                |
|                   | Poussière de soleils                           | En directe, amb Erik Truffaz.                                                           |
| 2002              | Carnet de Venise                               |                                                                                         |
|                   | Dracula                                        |                                                                                         |
|                   | Mobile                                         | Música per a un ballet de Maurice Béjart                                                |
|                   | Requiem profane                                |                                                                                         |
|                   | Sonate d'ondes courtes                         |                                                                                         |
|                   | Équivalences                                   | Ràdiodrama.                                                                             |
| 2003              | Duo                                            |                                                                                         |
|                   | Faits divers                                   |                                                                                         |
|                   | Laberynthe!                                    |                                                                                         |
|                   | Lumières                                       |                                                                                         |
|                   | Schatenzonen                                   | Versió radiofònica                                                                      |
| 2004              | Métamorphoses d'Ovide I                        |                                                                                         |
|                   | Métamorphoses d'Ovide II                       |                                                                                         |
|                   | Voyage initiatique                             |                                                                                         |
| 2005              | Comme une symphonie, envoi à Jules Verne       |                                                                                         |
|                   | Deux coups de sonnette                         |                                                                                         |
|                   | Orphée dévoilé                                 |                                                                                         |
| 2006              | Comme une symphonie, envoi à Jules Verne II    |                                                                                         |
|                   | Grande toccata                                 |                                                                                         |
|                   | Murmures                                       |                                                                                         |
|                   | Tram train de Mulhouse                         |                                                                                         |
|                   | Variance                                       | Homenatge a Luc Ferrari.                                                                |
| 2007              | Impressions sismiques                          |                                                                                         |
|                   | Pleins jeux                                    |                                                                                         |
|                   | Pulsations                                     |                                                                                         |
|                   | Trajectoire                                    |                                                                                         |
|                   | Utopia                                         | Homenatge a Claude-Nicolas Ledoux.                                                      |
| 2008              | Battements                                     |                                                                                         |
|                   | Investigations 2                               |                                                                                         |
|                   | Miroirs du temps                               |                                                                                         |
|                   | Un monde lacéré                                |                                                                                         |
|                   | Variance II                                    |                                                                                         |
| 2012              | Le fil de la vie                               |                                                                                         |
| 2013              | Crescendo                                      |                                                                                         |
|                   | Fragments rituels                              |                                                                                         |